# Américo Sanjurjo
Américo Sanjurjo (Tandil, 14 de marzo de 1923 - Buenos Aires, 27 de noviembre de 1973) fue un actor argentino de definida trayectoria en el medio artístico.

## Carrera
Américo Sanjurjo fue un destacado actor exclusivos de roles de reparto en la época de oro de la cinematografía argentina, la televisión y el teatro. Intérprete de carácter dramático sirvió de "apoyo" para muchas estrellas de aquellos años como Mirtha Legrand, Narciso Ibáñez Menta, Raúl Rossi, Alberto Argibay, entre muchos otros.
En el cine se destacó en tres películas durante los 40's: Juvenilia (1943) con Elisa Christian Galvé y José Olarra; Su mejor alumno (1944) junto a Enrique Muiño, Ángel Magaña y Orestes Caviglia; Y La madrastra (1960), con Jorge Salcedo, María Concepción César y Gilda Lousek. Fue dirigido por ilustres directores como Lucas Demare, Rodolfo Blasco y Augusto César Vatteone.
En televisión integró hizo algunos teleteatros secundando a la primera actriz Claudia Fontán, luego estuvo en el elenco del Teleteatro de la tarde en 1960, en episodios como El misterio del cuarto amarillo y El perfume de la dama de negro, ellas dos con Elina Colomer, Ricardo Lavié, Juan José Edelman, Luis Corradi, Gustavo Cavero y Héctor Sturman. En 1970 actuó en la telenovela Lucía Sombra, protagonizada por Irma Roy y Alberto Argibay.

## Filmografía
- 1943: Juvenilia .
- 1944: Su mejor alumno.
- 1960: La madrastra.

## Televisión
- 1952: Los grandes maestros del misterio, con Ricardo Trigo, Raúl Rossi y Emma Bernal.
- 1953: Recuerdos de Silvia (o Recuerdos de Claudia), con Claudia Fontán, Elba Mania, Fina Suárez y Hugo Chemin.
- 1954: Ciclo del Teatro Universal. Episodios: Anoche me casé con usted, doctor con Claudia Fontán e Iván Grondona, La esposa constante nuevamente con Fontán, Fernando Heredia y Lucía Dufour; y Sancho Panza con Raúl Rossi y Antonio Provitilo.
- 1956: Chinelas, dirigido por Miguel de Calasanz, con  Claudia Fontán, Enrique Fava y Ricardo Castro Ríos.
- 1960: Teleteatro de la tarde.
- 1961: Teatro de suspenso, episodio El Crimen De Lord Arturo Savile.
- 1962: Obras maestras del terror, episodio: El muñeco maldito.
- 1962: Teleteatro Odol, episodios: Las rosas abren de noche, con Eduardo Cuitiño, Paula Maciel, Estela Molly, María Esther Podestá y Javier Portales.
- 1963: La buhardilla de las ilusiones, con Landa Yorio .
- 1964: Yo y un millón, con dirección de Pancho Guerrero y libro de Jorge Falcón, junto a Teresa Salva, Jorge Halcón, Doris del Valle, Alberto de Mendoza, Leda Zanda y Mario de Rosa. Emitido por Canal 7.
- 1966: Carola y Carolina, junto a las hermanas Silvia y Mirtha Legrand.[4]
- 1970: Lucía Sombra .

## Teatro
- El niño, ese desconocido de las edades del hombre (1966).